# Domenico Nettis
Domenico Nettis (Acquaviva delle Fonti, 6 gennaio 1972) è un ex velocista italiano.

## Biografia
Domenico Nettis ha vinto una medaglia di bronzo nella staffetta 4×100 metri ai campionati europei di atletica leggera 1994 assieme a Ezio Madonia, Giorgio Marras e Sandro Floris.
Campione Italiano Juniores indoor nei 60m e 200m a Verona nel 1992
Campione Italiano Juniores nei 100m 1992
Campione italiano Promesse nei 100m 1993
Vice campione Italiano assoluto nei 60m 1993
Vice campione Italiano assoluto nei 100m anno 1993 e 1994
Il suo record personale nei 100 metri piani è di 10″32, ottenuto il 28 agosto 1994 a Rieti, mentre nei 200 metri piani è di 21″06, ottenuto il 21 maggio 1995 ancora a Rieti.

## Palmarès
| Anno | Manifestazione | Sede     | Evento      | Risultato | Prestazione | Note |
| ---- | -------------- | -------- | ----------- | --------- | ----------- | ---- |
| 1994 | Europei        | Helsinki | 4×100 metri | Bronzo    | 38″99       |      |

## Campionati nazionali
1996
- Oro ai campionati italiani assoluti (Bologna), staffetta 4×100 metri - 39″78